# いわき市勿来市民会館
いわき市勿来市民会館（いわきしなこそしみんかいかん）は、福島県いわき市錦町にある多目的ホール。

## 概要
1968年4月開館。
座席数870席を有し、主にコンサートや講演会に利用されている。
館内には大ホールの他、大小の会議室及び日本間が備えられている。

## アクセス
- JR常磐線勿来駅より約3.6㎞。
- 新常磐交通のバスで勿来支所下車、約0.2㎞。
- 駐車場が50台分設けられており、車での来場も可能。

## その他
- いわき市役所勿来支所に隣接している。
- 2007年より、指定管理者による管理運営が行われている。